# Aedes greenii
Aedes greenii är en tvåvingeart som först beskrevs av Theobald 1903.  Aedes greenii ingår i släktet Aedes och familjen stickmyggor.
Artens utbredningsområde är Sri Lanka. Inga underarter finns listade i Catalogue of Life.